# Alisa Mizuki
Alisa Mizuki (jap. 観月 ありさ Mizuki Alisa; ur. 5 grudnia 1976 w Nerimie, Tokio) – japońska aktorka, piosenkarka i modelka. Swoją karierę rozpoczęła jako dziecięca modelka, zwróciła na siebie uwagę na początku lat 90., kiedy zaczęła pojawiać się w różnych reklamach.
Mizuki była także inspiracją dla postaci Rei Hino z „Sailor Moon”, a jej piosenka „Kaze mo Sora mo Kitto...” została wykorzystana jako motyw przewodni „Sailor Moon Sailor Stars”.

## Życiorys
Mizuki jako piętnastolatka zadebiutowała w wytwórni Nippon Columbia w maju 1991 roku singlem „Densetsu no Shojo”. W tym samym roku zdobyła nagrodę Japan Record Awards dla najlepszej debiutantki. Następnie zagrała swoją pierwszą główną rolę w filmie „Chōshōjo Reiko”, za którą otrzymała nagrodę Japońskiej Akademii Filmowej dla debiutantki roku. W 1992 roku zagrała po raz pierwszy główną role w dramie „Houkago”.
Mizuki, wraz z Rie Miyazawą i Riho Makise, stała się jedną z najpopularniejszych idolek lat 90., a trio zostało nazwane przez media „3M” ze względu na ich popularność i wszechobecność. Jako aktorka najbardziej znana jest z roli Izumi Asakury w dramie „Nurse no Oshigoto” z 1996 roku, na podstawie której powstał film.
W 2010 roku Mizuki ustanowiła Rekord Guinnessa w byciu główną aktorką w telewizyjnym serialu (dramie) przez dziewiętnaście kolejnych lat.

## Filmografia

### Seriale
- Sakurako-san no Ashimoto ni wa Shitai ga Umatteiru (Fuji TV 2017)
- IQ246 ~ Kareinaru Jikenbo (TBS 2016) gościnnie
- Kakure Kiku (NHK BS Premium, 2016)
- Omukae Desu (NTV 2016) gościnnie
- Kazoku no Katachi (TBS 2016)
- Kyouhansha (TV Tokyo 2015)
- Hontou ni Atta Kowai Hanashi 2015 Kiki Kaikai Joshiryou (Fuji TV 2015)
- Deiri Kinshi no Onna ~ Jiken Kisha Kurogane (TV Asahi 2015)
- Nurse no Oshigoto Special (Fuji TV 2014)
- Kagemusha Tokugawa Ieyasu (TV Tokyo 2014)
- Yoru no Sensei (TBS 2014)
- Goen Hunter (NHK 2013)
- Higashino Keigo Mysteries (Fuji TV 2012) odc.4
- Answer ~ Keishichou Kenshou Sousakan (TV Asahi 2012)
- Nouhime (TV Asahi 2012)
- Hanawa-ke no Yonshimai (TBS 2011)
- Sazae-san 3 (Fuji TV 2011)
- Tenshi no Wakemae (NHK 2010)
- Sazae-san 2 (TV Asahi 2010)
- Kiryuin Hanako no Shogai (TV Asahi 2010)
- Sazae-san (Fuji TV 2009)
- Ohitorisama (TBS 2009) jako Satomi Akiyama
- Kochira Katsushika-ku Kameari Koen-mae Hashutsujo (TBS 2009) odc.3
- Nikutai no Mon (TV Asahi 2008)
- OL Nippon (NTV 2008)
- SAITOU san (NTV 2008)
- Oniyome Nikki 2 (Fuji TV 2007)
- Renai Shosetsu Juuhachi no Natsu (TBS 2006)
- CA to Oyobi (NTV 2006)
- Oniyome Nikki (Fuji TV 2005)
- Koi no Kara Sawagi Drama Special Love Stories II (NTV 2005)
- Kimi ga Omoide ni Naru Mae ni (Fuji TV 2004)
- Yonimo Kimyona Monogatari Koroshiya desu no yo (Fuji TV 2004)
- Kawa, Itsuka Umi e (NHK 2003)
- Ashita Tenki ni Naare (NTV 2003)
- Diamond Girl (Fuji TV 2003)
- Nurse no Oshigoto (1996, 1997, 2000, 2002)
- Yonimo Kimyona Monogatari Kiseki no onna (Fuji TV 2001)
- Watashi wo Ryokan ni Tsuretete (Fuji TV 2001)
- Tenshi no Oshigoto (Fuji TV 1999)
- Boy Hunt (Fuji TV 1998)
- Ichiban Taisetsu na Hito (TBS 1997)
- Help (Fuji TV 1995)
- Itsumo Kokoro ni Taiyo wo (TBS 1994)
- Jajauma Narashi (Fuji TV 1993)
- Houkago (Fuji TV 1992)
- Mo Daremo Aisanai (Fuji TV 1991)
- Kyoshi Binbin Monogatari 2 (Fuji TV 1989)

### Filmy
- JoJo's Bizarre Adventure: Diamond is Unbreakable (2017)
- Human Trust (Jinrui Shikin) (2013)
- Eiga Yokai Ningen Bem (2012)
- Baby, Baby, Baby! (2009)
- Romance Novel (2006)
- Tobi ga Kururi (2005)
- KEEP ON ROCKIN' (2003)
- Bokunchi (2002)
- Nurse no Oshigoto: The Movie (2002)
- 跨 (2002)
- 7 Tsuki 7 Nichi, Hare (1996)
- Cho Shojo REIKO (REIKO Supergirl Reiko) (1991)

## Dyskografia

### Albumy studyjne
- 1991 ARISA
- 1992 ARISA II SHAKE YOUR BODY FOR ME
- 1994 ARISA III ~LOOK~
- 1995 CUTE
- 1999 innocence
- 2011 SpeciAlisa